# Max Whitlock
Max Antony Whitlock OBE (Hemel Hempstead, 13 de gener de 1993) és un gimnasta artístic anglès retirat. Amb catorze medalles i sis títols en campionats olímpics i mundials, Whitlock és la gimnasta amb més èxit de la història britànica. També és l'especialista en cavall amb arcs amb més èxit de la història dels Jocs Olímpics, amb dues medalles d'or i una de bronze.
Whitlock és sis vegades medallista olímpic (exercici complet, equip, exercici de terra i tres vegades a la seva especialitat, el cavall d'arcs), guanyant tres ors i tres bronzes, i cinc vegades medallista mundial al cavall d'arcs amb tres medalles d'or i dues de plata. Es va convertir en el primer medallista d'or olímpic de la Gran Bretanya en gimnàstica artística quan va guanyar tant l'exercici de terra com el cavall d'arcs als Jocs Olímpics d'estiu de 2016. És quatre vegades campió d'Europa i quatre vegades campió dels Jocs de la Commonwealth representant Anglaterra.

## Primers anys
Whitlock va néixer a Hemel Hempstead, Hertfordshire, el 13 de gener de 1993. Va ser introduït a la gimnàstica per un amic d'un club de natació quan tenia set anys i es va incorporar a l'Escola de Gimnàstica Sapphire a Hemel Hempstead. Quan tenia dotze anys, el seu entrenador Klemen Bedenik va tornar a Eslovènia i Whitlock el va seguir a Maribor per continuar entrenant. Va tornar tres mesos més tard i es va unir al South Essex Gymnastics Club de Basildon, on va ser entrenat pel seu cunyat Scott Hann. La dona de Whitlock, Leah, també ha treballat com a entrenadora al club. Va assistir a l'escola Longdean a Hemel Hempstead.

## Carrera

### 2010–11
Whitlock va guanyar l'or en l'exercici de terra i en el cavall amb arcs i la plata en l'exercici complet al Campionat d'Europa júnior de 2010 celebrat a Birmingham. A l'octubre, va formar part de l'equip que va guanyar la medalla de plata d'Anglaterra als Jocs de la Commonwealth de 2010. També va guanyar la medalla de plata al cavall amb arcs i una medalla de bronze a la barra fixa.
Whitlock va ser suplent de l'equip masculí britànic al Campionat del Món de 2011 a Tòquio.

### 2012
Whitlock va ser seleccionat per a l'equip britànic que va competir a la prova olímpica, la darrera oportunitat de classificar-se per als Jocs Olímpics de 2012. L'equip britànic va guanyar l'esdeveniment i es va classificar com a equip per als Jocs Olímpics per primera vegada des de 1992. Va guanyar la medalla de plata a la final de cavall amb arcs darrere del seu company d'equip Louis Smith. Al març, va guanyar la medalla de bronze al cavall d'armes a la Cottbus World Challenge Cup. Va competir amb l'equip britànic que va guanyar la medalla d'or al Campionat d'Europa. Aquesta va ser la primera vegada que l'equip masculí britànic guanyava l'or per equips en un campionat important. Individualment, Whitlock es va classificar per a la final de cavalls amb arcs, on va acabar en sisena posició.
Whitlock va representar Gran Bretanya als Jocs Olímpics d'estiu de 2012 a Londres al costat de Smith, Sam Oldham, Daniel Purvis i Kristian Thomas. Inicialment, l'equip va acabar segon a la final per equips, però l'equip japonès va enviar una consulta que va augmentar la seva puntuació, de manera que l'equip britànic va rebre la medalla de bronze. Aquesta va ser la primera vegada que l'equip masculí britànic guanyava una medalla olímpica des de 1912. També va guanyar la medalla de bronze a la final de la prova de cavall amb arcs darrere de l'hongarès Krisztián Berki i el seu company d'equip Smith.

### 2013
Whitlock va començar la temporada als Internationaux de France on va guanyar la medalla de plata al cavall amb arcs darrere del campió olímpic Krisztián Berki. Després va competir al Campionat d'Europa de Moscou. A la final de l'exercici complet, va guanyar la medalla de plata darrere de David Beliavskii. Després va guanyar el primer títol europeu de la Gran Bretanya empatant amb l'israelià Alexander Shatilov. Després, a la final de cavall amb arcs, va guanyar la medalla de bronze. A l'Anadia World Challenge Cup, es va veure superat pel colombià Jhonny Pérez a la final del cavall amb arcs. Al Campionat del Món, Whitlock va acabar quart a la final, a només 0,300 del medallista de bronze. Després, a la final de cavall amb arcs, va empatar a la medalla de plata amb el mexicà Daniel Corral.

### 2014
Al Campionat europeu a Sofia, Whitlock i els seus companys d'equip de la Gran Bretanya van guanyar la medalla de plata de l'equip darrere de Rússia. En finals d'aparells, va guanyar la medalla d'or en cavall amb arcs davant del defensor del campió olímpic Krisztián Berki. També va acabar cinquè en la final d'exercici de terra. Al Jocs de la Commonwealth de 2014, Whitlock i va ajudar Anglaterra a guanyar l'or per equips. A la final de l'exercici complet va guanyar la medalla d'or amb una puntuació de 90.631 punts. Whitlock va guanyar el seu tercer or en la final d'exercici de terra. Va guanyar la plata en el cavall amb arcs i el bronze en les barres paral·leles.
Whitlock va ser escollit per representar a la Gran Bretanya al Campionat del Món de Nanning, Xina. Durant la ronda de classificació, va tenir una caiguda a l'exercici de terra i errors costosos al cavall amb arcs. No es va classificar per a cap de les finals individuals, inclosa la general a causa de la regla de dos per país, ja que va acabar darrere dels seus companys Daniel Purvis i Nile Wilson. A la final per equips, va ajudar a l'equip britànic a acabar quart, que era aleshores el millor resultat en equip de la Gran Bretanya al Campionat del món de gimnàstica artística. Després de la competició per equips, Wilson es va retirar de la competició general a causa d'una lesió al canell, cosa que va permetre a Whitlock substituir-lo a la final. Va guanyar la medalla de plata amb una puntuació de 90,473, a poc menys de punt i mig darrere del campió olímpic de l'exercici complet Kohei Uchimura.

### 2015
A causa d'una malaltia, Whitlock només va competir al cavall amb arcs al campionat britànic, on va guanyar la medalla de plata darrere de Louis Smith. Després de la competició, es va trobar que Whitlock patia febre glandular. Malgrat això, Whitlock va ser escollit per competir al Campionat d'Europa, però només va competir a terra i cavall amb arcs. No es va classificar per a cap final de l'esdeveniment. Després del Campionat d'Europa, el seu entrenador va anunciar que Whitlock faria una pausa de l'entrenament per recuperar-se. Al maig, Whitlock va anunciar al seu Twitter que havia tornat als entrenaments.
Whitlock va competir amb l'equip masculí britànic al Campionat del Món de Glasgow, Escòcia. Després d'alguns errors menors a les rondes de classificació, va empatar per un lloc a la final amb el seu company d'equip Nile Wilson, però amb les regles del desempat aplicades, Whitlock va guanyar el lloc a la final individual. L'equip masculí, que incloïa Kristian Thomas, Daniel Purvis, Louis Smith, Brinn Bevan, Nile Wilson i el substitut James Hall, es va convertir en el primer equip masculí britànic a guanyar una medalla en un Campionat del Món, guanyant la plata darrere del Japó. Durant la final, Whitlock va acabar cinquè després de caure de la barra fixa. Va guanyar la medalla de plata a l'exercici de terra darrere de Kenzo Shirai. Després, a la final del cavall amb arcs, es va convertir en el primer britànic a guanyar una medalla d'or al Campionat del Món, per 0,100 sobre el seu company d'equip Smith.

### 2016
Whitlock va competit a la Copa del Món de Glasgow i va vèncer en l'exercici complet amb un marcador total de 89.299. Va tenir els marcadors més alts de la competició en terra i cavall amb arcs, i va ser segon en salt i barra fixa. El maig, Whitlock va retirar del Campionat europeu a causa d'un virus.
El 12 de juliol de 2016, Whitlock va ser seleccionat per representar la Gran Bretanya als Jocs Olímpics d'estiu de 2016, juntament amb Louis Smith, Nile Wilson, Kristian Thomas i Brinn Bevan. L'equip britànic va acabar quart a la final per equips. Va guanyar una medalla de bronze a la final, la primera medalla de Gran Bretanya en aquest esdeveniment olímpic durant 108 anys. Més tard va guanyar l'or a l' exercici de terra, convertint-se en el primer gimnasta britànic a guanyar una medalla d'or olímpica individual. En dues hores, va guanyar un segon or al cavall amb arcs. Es va prendre tres mesos de descans de l'entrenament després dels Jocs Olímpics.

### 2017
Al març, Whitlock va anunciar que es prendria sis mesos de descans de la competició, perdent-se la Copa del Món de Londres i el Campionat d'Europa. Va tornar a competir al Campionat del Món, però només va participar al cavall amb arcs i l'exercici de terra. Tot i que va caure a terra durant la ronda de classificació, es va classificar per a la final del cavall amb arcs. Es va convertir en el primer gimnasta britànic a defensar amb èxit un títol mundial quan va guanyar la final de cavall amb arcs.

### 2018
Als Jocs de la Commonwealth de 2018, Whitlock va formar part de l'equip que va guanyar l'or a l'esdeveniment per equips. Tanmateix, no va poder defensar els seus títols individuals als Jocs; va quedar fora de la competició individual, va acabar sisè al terra i va guanyar la plata al cavall amb arcs darrere de Rhys McClenaghan. Al Campionat d'Europa del 2018 a Glasgow, Whitlock va guanyar una plata com a part de l'equip britànic. No obstant això, un error en la seva rutina al cavall amb arcs va fer que acabés setè a la final de l'esdeveniment. Al Campionat del Món de 2018 a Doha, Qatar, Whitlock va ser membre de l'equip britànic que va acabar cinquè. No va aconseguir guanyar un tercer or consecutiu al cavall amb arcs al Campionat del Món, tot i rebre la mateixa puntuació de 15.166 que el guanyador Xiao Ruoteng. Va acabar en segona posició a causa d'una nota d'execució més baixa.

### 2019
Després de no aconseguir l'or al Campionat d'Europa del 2018, Whitlock va recuperar l'or al cavall amb arcs al Campionat d'Europa del 2019 celebrat a Szczecin, Polònia. Al Campionat del Món de Stuttgart, Whitlock va caure al cavall amb arcs durant la final per equips on l'equip britànic va acabar cinquè. A la final de l'esdeveniment, es va recuperar d'un primer error per guanyar el seu tercer or mundial al cavall amb arcs.

### 2021
Whitlock va tornar a competir al Campionat d'Europa, la seva primera competició en 18 mesos a causa de la pandèmia de la COVID-19. Tanmateix, va caure del cavall amb arcs durant la ronda de classificació i es va perdre la final. Als Jocs Olímpics d'estiu de 2020 a Tòquio, Japó, Whitlock va competir per la Gran Bretanya al costat de Joe Fraser, James Hall i Giarnni Regini-Moran. L'equip va ocupar la quarta posició amb una puntuació de 255,76. Whitlock va optar per no defensar el títol de l'exercici de terra, concentrant-se en el cavall amb arcs, que va guanyar amb una puntuació de 15.583.

### 2022–23
Whitlock es va prendre més d'un any de descans després dels Jocs Olímpics i no va competir als Jocs de la Commonwealth de 2022 ni al Campionat del Món de 2022. Tenia previst tornar a competir al Campionat d'Europa del 2023, però es va haver de retirar a causa d'una lesió. Va ser seleccionat per a l'equip del Campionat del Món de 2023 al costat de Jake Jarman, James Hall, Harry Hepworth i Courtney Tulloch. L'equip va quedar quart a la final per equips. Durant la final de cavalls amb arcs, Whitlock va caure i va acabar cinquè.

### 2024
El 2024 Whitlock va anunciar que París 2024 serien els seus últims Jocs Olímpics. Al juny va ser seleccionat oficialment per representar la Gran Bretanya als Jocs Olímpics d'estiu de 2024 al costat de Joe Fraser, Jake Jarman, Harry Hepworth i Luke Whitehouse. Van quedar quarts en la competició per equips. Whitlock es va classificar per a la final del cavall amb arcs on intentava convertir-se en el primer gimnasta masculí a guanyar una medalla en quatre jocs successius amb un sol aparell però va acabar quart.

## Premis i honors
Whitlock va acabar setè en la votació pública dels premis a la Personalitat Esportiva de l'any de la BBC de 2014 i 2016, i va acabar vuitè el 2015. Va rebre el Longines Prize for Elegance al Campionat del Món de 2015 a Glasgow, Escòcia.
Whitlock va ser nomenat membre de l'Ordre de l'Imperi Britànic (MBE) en els honors d'Any Nou de 2017 pels serveis a la gimnàstica i Oficial de l'Ordre de l'Imperi Britànic (OBE) als Honors d'Any Nou de 2022, també per serveis a la gimnàstica.
El febrer de 2021, Whitlock va ser anunciat com a ambaixador del Campionat del Món de 2022 a Liverpool, Anglaterra.

## Vida personal
Whitlock es va casar amb Leah Hickton el juliol de 2017. L'any següent, van establir el Max Whitlock Gymnastics Club amb ubicacions a Colchester i Southend. El seu primer fill, una filla anomenada Willow, va néixer el febrer de 2019.
El gener de 2020, el llibre de Whitlock The Whitlock Workout: Get Fit and Healthy in Minutes va ser publicat per Headline.

## Història competitiva
| Any                       | Esdeveniment                | Equip  | ECI    | ET     | CA     | An     | SC     | BP     | BF     |
| Júnior                    | Júnior                      | Júnior | Júnior | Júnior | Júnior | Júnior | Júnior | Júnior | Júnior |
| ------------------------- | --------------------------- | ------ | ------ | ------ | ------ | ------ | ------ | ------ | ------ |
| 2010                      |                             |        |        |        |        |        |        |        |        |
| Campionat d'Europa Júnior | N/D                         | 2      | 1      | 1      | 6      |        |        |        |        |
| Sènior                    |                             |        |        |        |        |        |        |        |        |
| 2010                      |                             |        |        |        |        |        |        |        |        |
| Jocs de la Commonwealth   | 2                           | 4      |        | 2      |        |        |        | 3      |        |
| 2012                      | Olympic Test Event          | 1      | 23     |        | 2      |        |        |        |        |
| 2012                      | Cottbus World Challenge Cup |        |        |        | 3      |        |        |        |        |
| 2012                      | Campionat d'Europa          | 1      | N/D    |        | 6      |        |        |        |        |
| 2012                      | Jocs Olímpics               | 3      |        |        | 3      |        |        |        |        |
| 2013                      | Internationaux de France    |        |        |        | 2      |        |        |        |        |
| 2013                      | Campionat d'Europa          | N/D    | 2      | 1      | 3      |        |        |        |        |
| 2013                      | Anadia World Challenge Cup  |        |        |        | 2      |        |        |        |        |
| 2013                      | Campionat del món           | N/D    | 4      |        | 2      |        |        |        |        |
| 2014                      |                             |        |        |        |        |        |        |        |        |
| Campionat d'Europa        | 2                           | N/D    | 5      | 1      |        |        |        |        |        |
| Jocs de la Commonwealth   | 1                           | 1      | 1      | 2      | 5      |        | 3      |        |        |
| Campionat del món         | 4                           | 2      |        |        |        |        |        |        |        |
| 2015                      | British Championships       |        |        |        | 2      |        |        |        |        |
| 2015                      | Campionat del món           | 2      | 5      | 2      | 1      |        |        |        |        |
| 2016                      | Glasgow World Cup           |        | 1      |        |        |        |        |        |        |
| 2016                      | Jocs Olímpics               | 4      | 3      | 1      | 1      |        |        |        |        |
| 2017                      |                             |        |        |        |        |        |        |        |        |
| Campionat del món         | N/D                         |        |        | 1      |        |        |        |        |        |
| 2018                      |                             |        |        |        |        |        |        |        |        |
| Jocs de la Commonwealth   | 1                           |        | 6      | 2      |        |        |        |        |        |
| Campionat d'Europa        | 2                           | N/D    |        | 7      |        |        |        |        |        |
| Campionat del món         | 5                           |        |        | 2      |        |        |        |        |        |
| 2019                      |                             |        |        |        |        |        |        |        |        |
| Campionat d'Europa        | N/D                         |        |        | 1      |        |        |        |        |        |
| Campionat del món         | 5                           |        |        | 1      |        |        |        |        |        |
| 2021                      |                             |        |        |        |        |        |        |        |        |
| Jocs Olímpics             | 4                           |        |        | 1      |        |        |        |        |        |
| 2023                      |                             |        |        |        |        |        |        |        |        |
| Campionat del món         | 4                           |        |        | 5      |        |        |        |        |        |
| 2024                      |                             |        |        |        |        |        |        |        |        |
| Jocs Olímpics             | 4                           |        |        | 4      |        |        |        |        |        |